# Digger T. Rock
Digger T. Rock: Legend of the Lost City é um jogo eletrônico de plataforma desenvolvido pela Rare e publicado pela Milton Bradley Company para o Nintendo Entertainment System. Foi lançado pela primeira vez na América do Norte em dezembro de 1990 e na Europa em 1991. O jogo gira em torno do mineiro Digger T. Rock à medida que ele explora várias cavernas e catacumbas e procura pela mítica Lost City.
O jogo foi o primeiro a ser desenvolvido pela Rare, com a nova marca, enquanto o primeiro jogo a ser lançado pela empresa foi Solar Jetman, no início de 1990. O mesmo recebeu críticas mistas após o lançamento, com elogios direcionados à sua jogabilidade, mas foi criticado por seus gráficos pobres e pela sua apresentação. Posteriormente, foi incluído na compilação retrospectiva Rare Replay para o Xbox One de 2015.

## Jogabilidade

Uma imagem fixa da jogabilidade. A parte inferior da tela mostra o inventário, a pontuação e as vidas restantes de Digger

O jogo é dividido em oito cavernas, que devem ser exploradas evitando a morte através de ataques inimigos, desmoronamentos e quedas fatais. O personagem do jogador, Digger T. Rock, pode utilizar várias ferramentas, como escadas, pás, armaduras e explosivos, que podem ser usados para explorar e descobrir novas áreas. Monstros como toupeiras, mosquitos e dragões tencionam matar o personagem do jogador. A única defesa de Digger é sua pá, que pode ser usada para atacar inimigos e também minerar pedras. O jogador começa o jogo com três vidas.
O objetivo em cada caverna é localizar a porta final do nível e o pilar especial que a destranca. Quando pisado, o pilar ativa uma contagem regressiva, durante a qual a porta é aberta. Uma vez que o cronômetro está ativo, o jogador deve chegar à porta antes que o tempo termine e a porta feche novamente. Existem vários jogos de bônus entre os níveis onde o jogador pode acumular mais tesouros. Os níveis posteriores incluem aldeias de homens das cavernas onde o jogador pode comprar novas ferramentas com o tesouro coletado na qualidade de moeda.

## Desenvolvimento
A Ultimate Play the Game foi fundada pelos irmãos Tim e Chris Stamper, juntamente com a esposa de Tim, Carol, em sua sede em Ashby-de-la-Zouch em 1982. Eles começaram a produzir vários jogos eletrônicos para o ZX Spectrum no início da década de 1980. A empresa era conhecida por sua relutância em revelar detalhes sobre as suas operações e projetos futuros. Pouco se sabia sobre seu processo de desenvolvimento, exceto que costumavam trabalhar em "equipes separadas"; uma equipe trabalharia em gráficos, enquanto a outra se concentraria em outros aspectos, como som ou gráficos.
Digger T. Rock foi o primeiro jogo a ser desenvolvido pela recém-renomeada Rare. Durante o final da década de 1980, os irmãos Stamper venderam os direitos da Ultimate Play the Game para U.S. Gold e mudaram seu foco no mercado britânico de computação doméstica para jogos em consoles domésticos mais amplos.  A Rare tornou-se um dos primeiros desenvolvedores ocidentais a receber uma licença da Nintendo para produzir jogos para o Nintendo Entertainment System, durante o qual a Rare começou a empregar mais funcionários e expandir suas operações para desenvolver mais jogos para consoles domésticos. Digger T. Rock e Solar Jetman foram os primeiros jogos da Rare a serem lançados em um console Nintendo, ambos em 1990. Ambos foram posteriormente incluídos na compilação retrospectiva Rare Replay do Xbox One de 2015.

## Recepção
O jogo recebeu críticas mistas após o lançamento. Julian Rignall da Mean Machines comparou o jogo a Boulderdash, afirmando que Digger T. Rock oferece jogabilidade e gráficos superiores. Steve Jarrett da Total! criticou os gráficos, afirmando que as paisagens rochosas dominantes eram "muito áridas". Rignall, por outro lado, afirmou que os gráficos eram bem animados e os gráficos "perfeitamente definidos". No entanto, Rignall criticou a apresentação do jogo, observando que a introdução e as opções do jogo eram "esparsas". Skyler Miller da AllGame descreveu os ambientes do jogo como "simples, mas bem definidos", embora tenha sentido que o jogo "fica aquém no departamento de ação".
A jogabilidade e a "longevidade" do jogo também ganharam pontos de vista mistos. Rignall elogiou a jogabilidade e a "durabilidade" do jogo, afirmando que o jogo é "fácil de entrar" e viciante. Em relação ao seu valor de replay, Rignall afirmou que o grande número de níveis no jogo manteria o jogador ocupado e proporcionaria um "desafio agradável". Jarrett afirmou que o jogo requer "muita paciência" e achou alguns aspectos frustrantes às vezes, especialmente o limite de tempo necessário para avançar para o próximo nível. Jarrett também observou que o número de níveis é "excessivo" e afirmou que suspeitava que "os jogadores podem não querer ir tão fundo".